# Ioannis Alepous
Ioannis Alepous (griechisch Ιωάννης Αλεπους; Geburtsdatum unbekannt; † 2. Mai 1971) war ein griechischer Marathonläufer.
Bei den Olympischen Zwischenspielen 1906 in Athen wurde er Fünfter.